# ゲルマン・ガリーニン
ゲルマン・ゲルマノヴィッチ・ガリーニン（ヘルマン・ガリーニンとも、露: Ге́рман Германо́вич Галы́нин, 英: German Germanovich Galynin, Herman Hermanovich -, 1922年3月30日 - 1966年6月18日）は、ロシアの作曲家。
トゥーラ出身。孤児院で民族楽器やピアノを独習した。モスクワ音楽院の学生だった1941年に独ソ戦が始まると、志願して軍で演劇のための音楽や歌を書いた。1945年にモスクワ音楽院に復帰して、ドミートリイ・ショスタコーヴィチとニコライ・ミヤスコフスキーに師事した。卒業後の1951年に『叙事詩』でスターリン国家賞を受賞した。その後、病の中で作曲活動を続けた。ロシアの幼児音楽教育の現場では、彼の初心者向けの親しみやすい作品はよく知られている。なお、ロシア語表記による名前の日本語表記は、「ガルィニン」がより正確なものとなる。

## 作品
- ピアノのためのスペイン幻想曲（1939）
- ピアノ組曲（1945）
- ピアノ協奏曲第1番（1946）
- 弦楽四重奏曲（1947）
- ピアノトリオ（1949）
- 弦楽オーケストラのための組曲（1949）
- オーケストラのための叙事詩（1950）
- ヴァイオリンと弦楽オーケストラのためのアリア（1959）
- ピアノ協奏曲第2番（1965）

## 文献
- Мнацаканова Е. Герман Галынин. — Москва, 1965.
- И. П. Кулясов. Галынин, Герман Германович // Музыкальная энциклопедия. — Т.1. — Москва: Сов. Энциклопедия, 1973. — С.891.